# Comportament delincvent
În orice societate există reguli și norme care solicită indivizilor să realizeze acțiuni dezirabile din punct de vedere social și moral, să manifeste comportamente admise și să aleagă în situații sociale specifice, soluții compatibile cu standardele culturale ale societății respective. Adolescența reprezintă o perioadă de tranziție. Acest lucru determinând mai degrabă adolescenții să se angajeze în comportamente delincvente.

## Definiție
Delincvența prezintă o serie de manifestări antisociale care are un grad de periculozitate și gravitate din punctul de vedere al consecințelor comportamentelor delincvente ale adolescenților, afectând valorile, normele sociale protejate de normele juridice penale. Termenul desemnează conduite inadecvate ale tinerilor care n-au împlinit vârsta majoratului, fiind aplicat celor care transgresează legea, dar și celor care se integrează în anturaje potențial delincvente.

## Cauzele conduitei delincvente la adolescenți
Delincvența în rândul adolescenților este manifestată prin incapacitatea acestor minori de a se adapta la normele de conduită din societate, incapacitate datorată unor cauze de ordin bio-psiho-social. Făcând referire la multe studii s-au identificat anumite cauze ale delincvenței, acestea fiind: creșterea după 1989 a situaților de abandon școlar, lipsa unei activități utile, lipsa de supraveghere permanentă de către părinți, supraveghetori, tutori, familiile dezorganizate din rândul cărora provin minori infractori, necunoașterea din timp a anturajului, consumul de către unii minori de substanțe halucinogene și alcool pentru creșterea unor stări euforice.
De asemenea, tulburările de comportament reprezintă una din cauzele de natură bio-psihică ale delincvenței. Aceste tulburări comportamentale se pot manifesta prin fuga de acasă, comportamente suicidale sau agresive. Delincvența juvenilă este determinată de imaturitatea afectivă, dorința de nou și de a experimenta lucruri riscante.

### De la comportamentul deviant la delincvență
Eșecurile în anumite domenii ale vieții lasă adolescenților sentimentul lipsei de valoare, scăderea stimei de sine, confuzie de identitate, astfel iscându-le conflicte interioare destul de puternice care pot duce la dezechilibre emoționale și în cele din urmă la un comportament deviant. În societatea contemporană tendința adolescenților de a se afilia unor grupuri de referință are un impact destul de mare asupra comportamentului lor, deoarece pe de-o parte le poate permite afirmarea de sine, conștientizarea dorinței de a se delimita de autoritatea familiei și a școlii, dar pe de altă parte nu toate grupurile pot avea efecte benefice asupra lor. Existența a numeroase grupuri care se ocupă de fapte ilicite, grupuri cu recidiviști sau cu antecedente penale reprezintă o sursă de atracție pentru adolescenții cu carențe de socializare, conducându-i să se antreneze spre fapte deviante și apoi delincvente care au un grad mare de periculozitate pentru societate (violuri, furturi, tâlhării).
Delincvența de grup este caracteristică delincvenței juvenile, principalele fapte fiind huliganismul, violul, violențele, furtul de vehicule. Majoritatea conduitelor de delincvență juvenilă pot fi încadrate în patru mari categorii: furt, violență pentru a obține un avantaj material, încălcarea legilor de statut (abandon școlar, absenteism), comportamentul de grup sau de bandă receptat de ceilalți ca o amenințare din cauza activităților fizice implicate.